# Christian Padilla
Christian Padilla Peñuela (Bogotá, 1984) es un curador, historiador de arte y escritor, experto en arte latinoamericano del siglo XX e investigador de las manifestaciones artísticas contemporáneas a la luz de los procesos sociales y políticos globales actuales. Doctor cum laude en Historia del arte de la Universidad de Barcelona y máster en Estudios Avanzados en Historia del Arte de la misma institución, donde tuvo entre sus profesores a Anna María Guasch, Marti Perán y Joan Sureda Pons. Fue becario de Colfuturo para sus estudios de maestría, y recibió una beca por parte de Fernando Botero para sus estudios doctorales.

## Reseña biográfica
Padilla obtuvo el premio de ensayo sobre arte colombiano en 2007 con su primera investigación, El llamado de la tierra: el nacionalismo en la escultura colombiana (2009), un aporte fundamental para la comprensión del arte colombiano de la primera mitad de siglo XX, la relevancia de la Bachué (2025) de Rómulo Rozo y las posteriores pugnas entre esa generación de artistas y la crítica de arte argentina Marta Traba en los años cincuenta y sesenta. Derivada de esta investigación se desempeñó como coautor y editor de una trilogía dedicada a la obra del escultor colombiano Rómulo Rozo (La Bachué de Rómulo Rozo: un ícono del arte moderno colombiano (2013); 1929: El Pabellón de Colombia en la Exposición Iberoamericana de Sevilla (2014); Rómulo Rozo: ¿una vanguardia propia? (2020). Como conclusión del proceso iniciado con estas investigaciones, Padilla encontró en 2024 una versión en bronce desconocida de la Bachué (1925) de Rómulo Rozo que se presentó por primera vez en cien años en la muestra En busca de la Bachué (Galería Cultural El Nogal, 2025), una exhibición que planteaba la estrecha relación entre el arte prehispánico y el arte moderno en los artistas más importantes de la escena cultural colombiana del siglo XX.

Desde 2009 Padilla inició la investigación para comprender y reconstruir el periodo temprano de la obra de Fernando Botero, que quedó inicialmente revelado en el libro Fernando Botero. La búsqueda del estilo, 1948 – 1963, publicado en Colombia en 2012 y reeditado en inglés (Botero. The Search for a Style: 1948 – 1963) por la editorial europea Skira Editore (2020). A raíz de estas investigaciones ha sido invitado como curador de varias exposiciones, entre ellas, El joven Maestro. Botero, obra temprana (1948-1963) en el Museo Nacional de Colombia (2018); Fernando Botero. Más que volumen (2023); y colaboró con la curadora Cecilia Braschi en la exposición Fernando Botero. Au dela des formes, realizada en Musée des Beaux-Arts, Mons, Bélgica (BAM) en 2021. Estos trabajos, que le han merecido el reconocimiento como experto mundial en la obra de Fernando Botero, conllevaron a que en 2024 Padilla contribuyera en reencontrar una obra fundamental de la producción del artista que se consideraba perdida desde 1958, la Camera degli Sposi (Homenaje a Mantegna) (1958). El historiador de arte Edward J. Sullivan se refirió así a las investigaciones de Padilla sobre la obra de Fernando Botero:  
Con erudición tenaz, lúcida escritura y un tremendo interés el investigador Christian Padilla le ha proporcionado un inmenso servicio a la historia del arte moderno del mundo occidental. Padilla tomó una figura controversial y le dio cuerpo a pormenores desconocidos de su iniciación en el arte. Con el escrito de Padilla hemos ganado acceso a lo que ha sido descrito como el “mundo barroco” de Fernando Botero.
En 2019, Padilla fue invitado a desarrollar la curaduría de la exposición Un arte propio: convergencias entre México y Colombia (2019), con obras de la colección FEMSA México y del Museo del Banco de la República de Colombia con las cuales pudo poner en diálogo la producción de artistas mexicanos del siglo XX como Diego Rivera, Frida Kahlo, David Alfaro Siqueiros  y José Luis Cuevas -entre otros- con la obra de Fernando Botero, Alejandro Obregón y otros tantos artistas colombianos. Esta línea de investigación, que se deriva de su estudio “La llamada de la tierra” donde ya establecía la conexión y nexos entre el arte moderno de Colombia y México, continuará en sus trabajos sobre arte mural. En 2020 obtuvo junto a sus colegas Helena Wiesner y Liseth Piñeros, la Beca de Investigación en Inventario y Valoración en Colecciones del Patrimonio Cultural Mueble del Ministerio de Cultura de Colombia, 2020 – 2021, que sirvió de insumo para la publicación del libro Si los muros hablaran. Arte mural de Bogotá en 50 obras: 1930 -1999 (2023), primer libro a una historia del muralismo en Colombia. Estas investigaciones en torno al arte mural se han ampliado al arte contemporáneo proponiendo curadurías donde explora el arte urbano, y su más reciente proyecto, Antropología del Grafiti en los archivos de Armando Silva (2025).
Con varios libros publicados sobre arte colombiano y latinoamericano, y numerosas exposiciones históricas y de arte contemporáneo, Padilla ha realizado importantes contribuciones en el campo de la curaduría y la investigación de artes visuales en Colombia. Uno de sus más grandes aportes teóricos es el libro Arte del siglo XX en Colombia (contado en 12 obras), libro ganador del Premio Bogotá Creactiva y reconocido como uno de los mejores 50 libros en Colombia durante 2021 por el Diario Criterio.
Además, los aportes de Padilla se proyectan al arte contemporáneo. Se ha desempeñado como curador de más de 50 exposiciones individuales y colectivas sobre artistas contemporáneos para diversas galerías, museos e instituciones culturales, en donde ha podido generar nuevos relatos y propuestas de líneas de curaduría a partir de la producción de artistas colombianos y latinoamericanos de gran presencia internacional como Nadín Ospina, Miler Lagos, Mario Opazo, Juliet Morales, Iván Argote, Federico Ríos, Alfredo Quiroz, Tony Vásquez Figueroa, Jerónimo Villa, Landys Roimola entre muchos otros más. En su trabajo curatorial ha colaborado con otros investigadores como Emma García-Krinsky (México), Cecilia Braschi (Italia), Toni Ledentsa (Finlandia), José Falconi (Perú), Álvaro Medina, Armando Silva y Jim Fankuggen, entre otros. 

## Libros publicados
- La llamada de la tierra. El nacionalismo en la escultura colombiana. Colección de Ensayos de Autor. Fundación Gilberto Alzate Avendaño. 2008
- (Coautor y editor) El legado de Pizano. Testimonios de una colección errante. Universidad Nacional de Colombia. 2009
- Fernando Botero. La búsqueda del estilo: 1949 – 1963. Editorial Proyecto Bachué. 2012
- (Coautor y editor) La Bachué de Rómulo Rozo: un ícono del arte moderno colombiano. Editorial Proyecto Bachué. 2013
- (Coautor y editor)  1929: El Pabellón de Colombia en la Exposición Iberoamericana de Sevilla. Editorial Proyecto Bachué. 2014
- (Coautor) Borrador # 1 o la perpetuidad del Voto Nacional. Editorial Proyecto Bachué. 2017
- Colombia: 100 años en movimiento. ExxonMobil Colombia. La Recámara, Bogotá. 2017
- El joven Maestro. Botero, obra temprana: 1948-1963. Museo Nacional de Colombia. 2018
- (Coautor) Un arte propio. Convergencias entre México y Colombia. Colección FEMSA – Banco de la República. Museo de Arte Miguel Urrutia - Banco de la República. 2018
- (Coautor y editor)  Rómulo Rozo: ¿una vanguardia propia?  Editorial Proyecto Bachué. 2019
- Botero. The Search for a Style: 1948-1963. Skira Editore, Milán (Italia). 2020
- Arte del siglo XX en Colombia (contado en 12 obras). BAU Editores, Bogotá. 2021
- (Coautor y editor) Si los muros hablaran. Arte mural de Bogotá en 50 obras: 1930 -1999. BAU Editores, Bogotá. 2023
- (Coautor y editor) Alfredo Quiroz: No hay pasado sin archivo. BAU Editores, Asunción, Paraguay. 2024